# Photobiologie
Die Photobiologie ist ein interdisziplinäres Teilgebiet der Biologie und Chemie. Sie dient der Erforschung der Interaktion zwischen Licht und Organismen. Das Forschungsfeld umfasst die Phänomene der Photosynthese, Photomorphogenese, Sehsinn, circadiane Rhythmen, Biolumineszenz und durch Ultraviolettstrahlung und Laser hervorgerufenen Schädigungen.
Auf der biologischen Seite sind somit vor allem die Eigenschaften natürlicher Pigmente interessant, da diese im Wesentlichen die Absorptionseigenschaften der organischen Materie bestimmen. Im physiologischen Bereich spielen dabei die Fähigkeit der Pigmente zur Energie- oder Signaltransduktion eine herausragende Rolle.